# Saunasaari (ö i Kymmenedalen, Kouvola, lat 60,95, long 26,86)
Saunasaari är en ö i Finland. Den ligger i sjön Rapojärvi och Haukkajärvi och i kommunen Kouvola i den ekonomiska regionen  Kouvola ekonomiska region  och landskapet Kymmenedalen, i den södra delen av landet, 130 km nordost om huvudstaden Helsingfors. Öns area är 4 hektar och dess största längd är 440 meter i öst-västlig riktning.